# Dingle (półwysep)

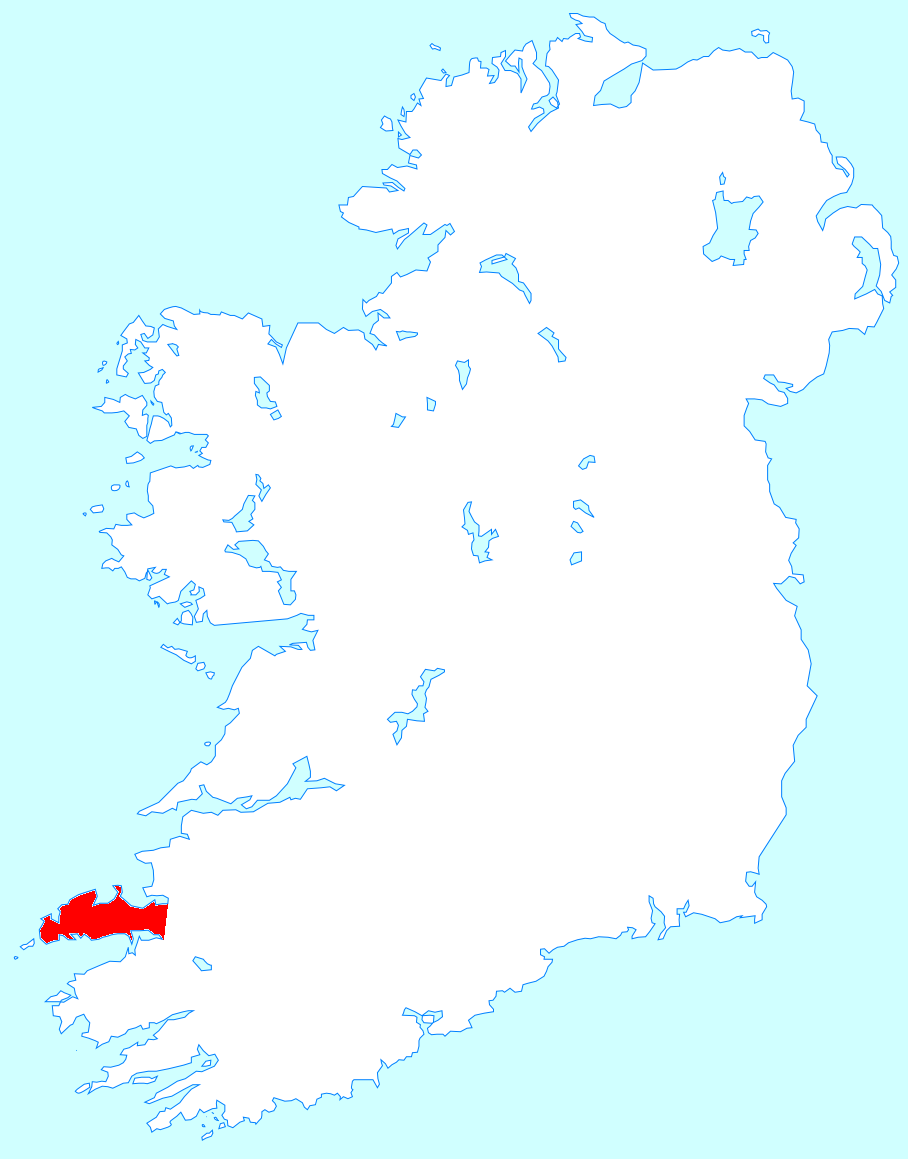
Położenie na mapie kraju

Dingle, Corkaguiney (irl. Corca Dhuibhne) – półwysep w hrabstwie Kerry, na południowo-zachodnim wybrzeżu Irlandii, na wyspie o tej samej nazwie, stanowi najbardziej na zachód wysunięty punkt wyspy, od południa oblewa go zatoka Dingle.
Angielska nazwa półwyspu pochodzi od największego na półwyspie miasta  An Daingean (Dingle).
Na wschodzie półwyspu, przy połączeniu z resztą wyspy położone są góry Slieve Mish, zaś w jego centrum znajduje się nie posiadające nazwy pasmo. Na Dingle leży góra Mount Brandon, o wysokości 951 m n.p.m., która jest ósmą pod względem wysokości w Irlandii.

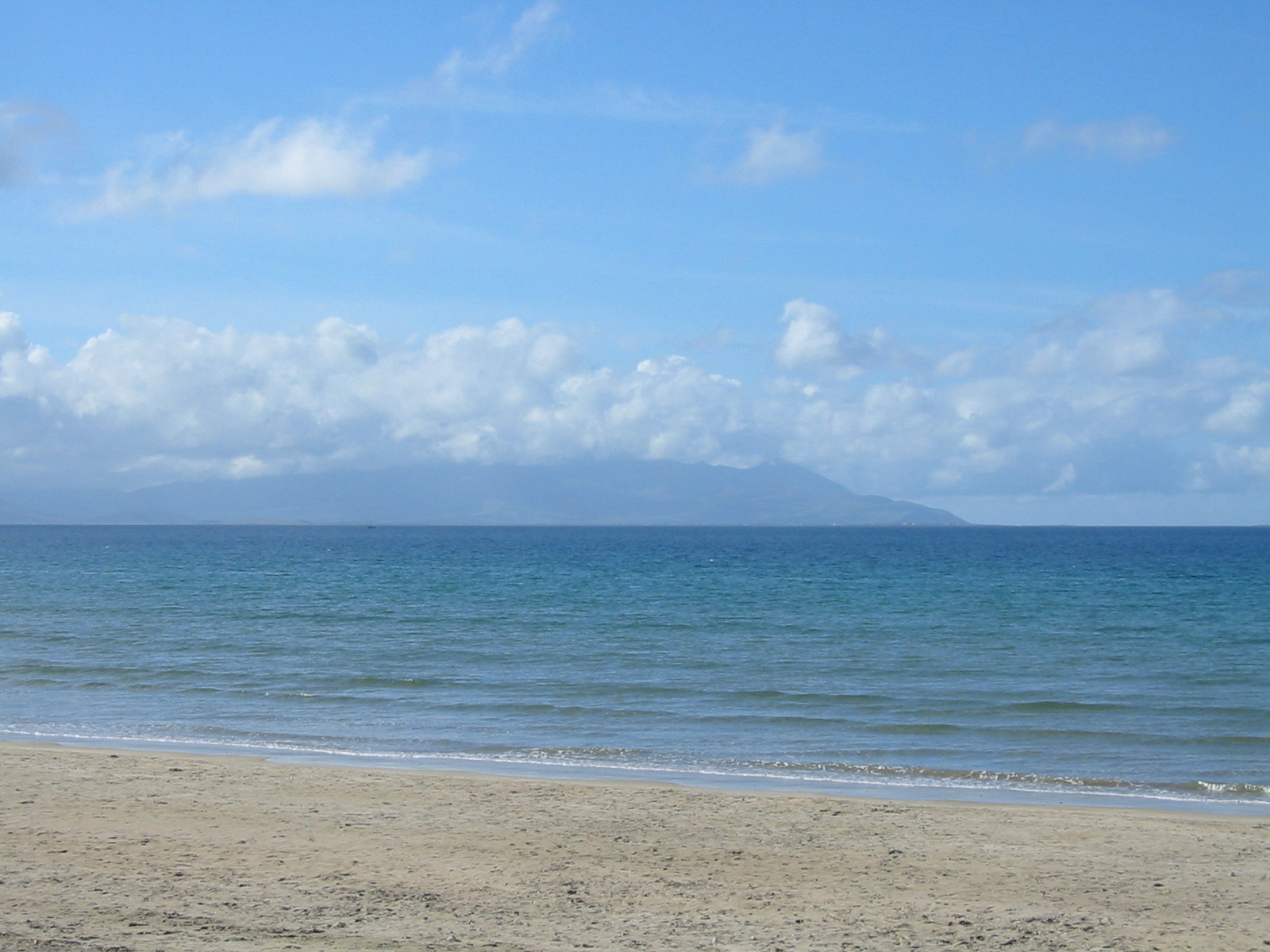
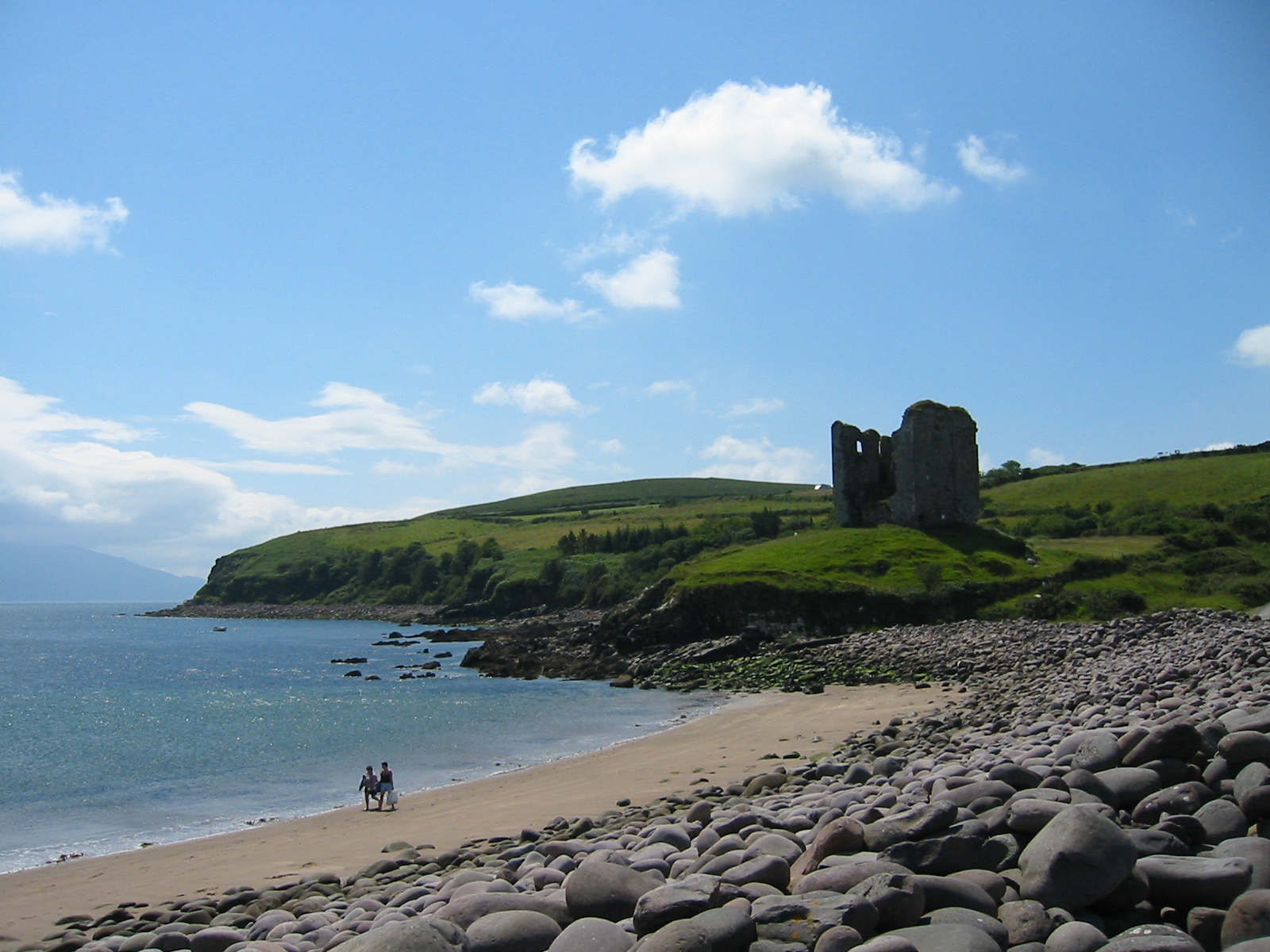
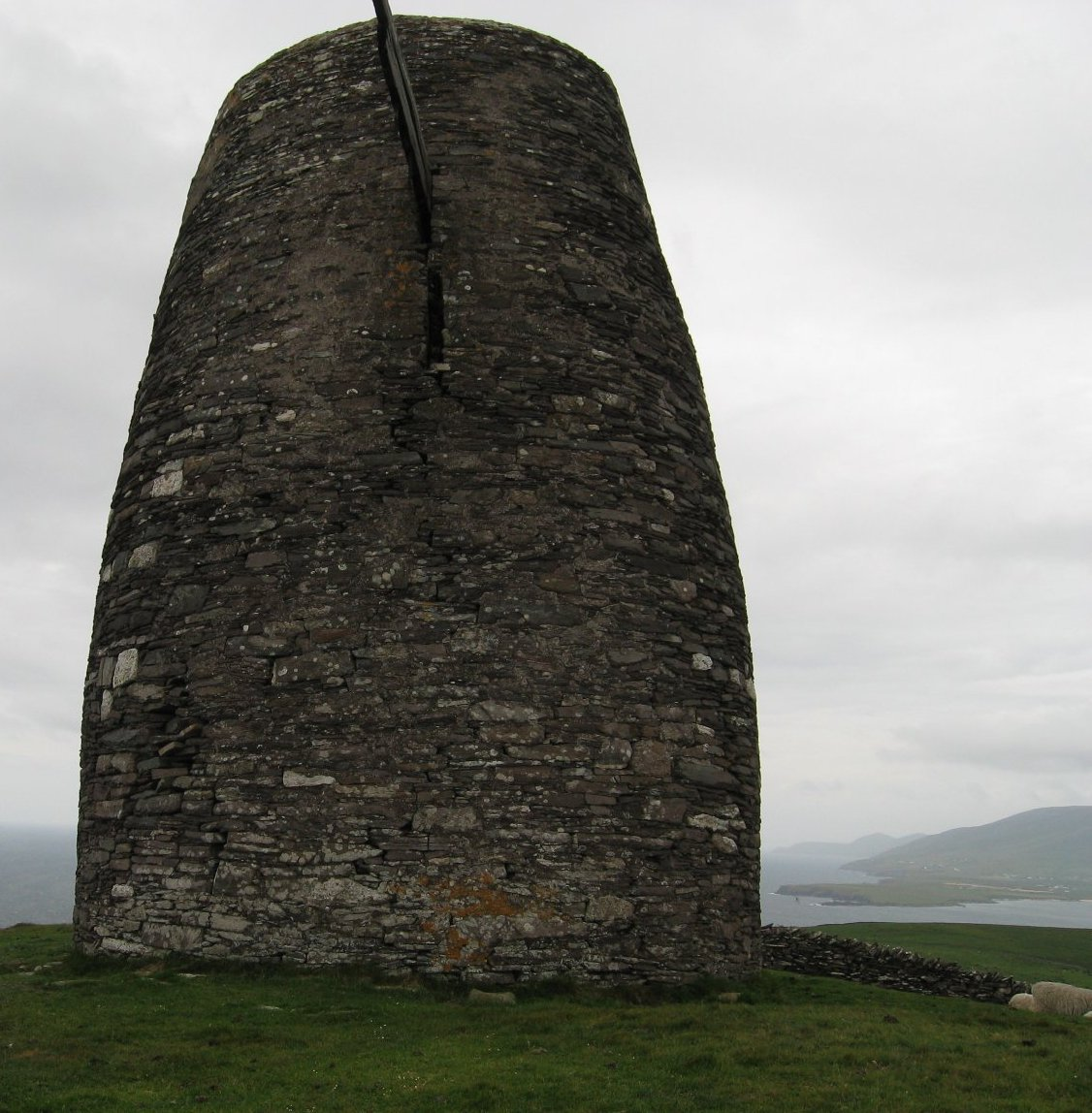
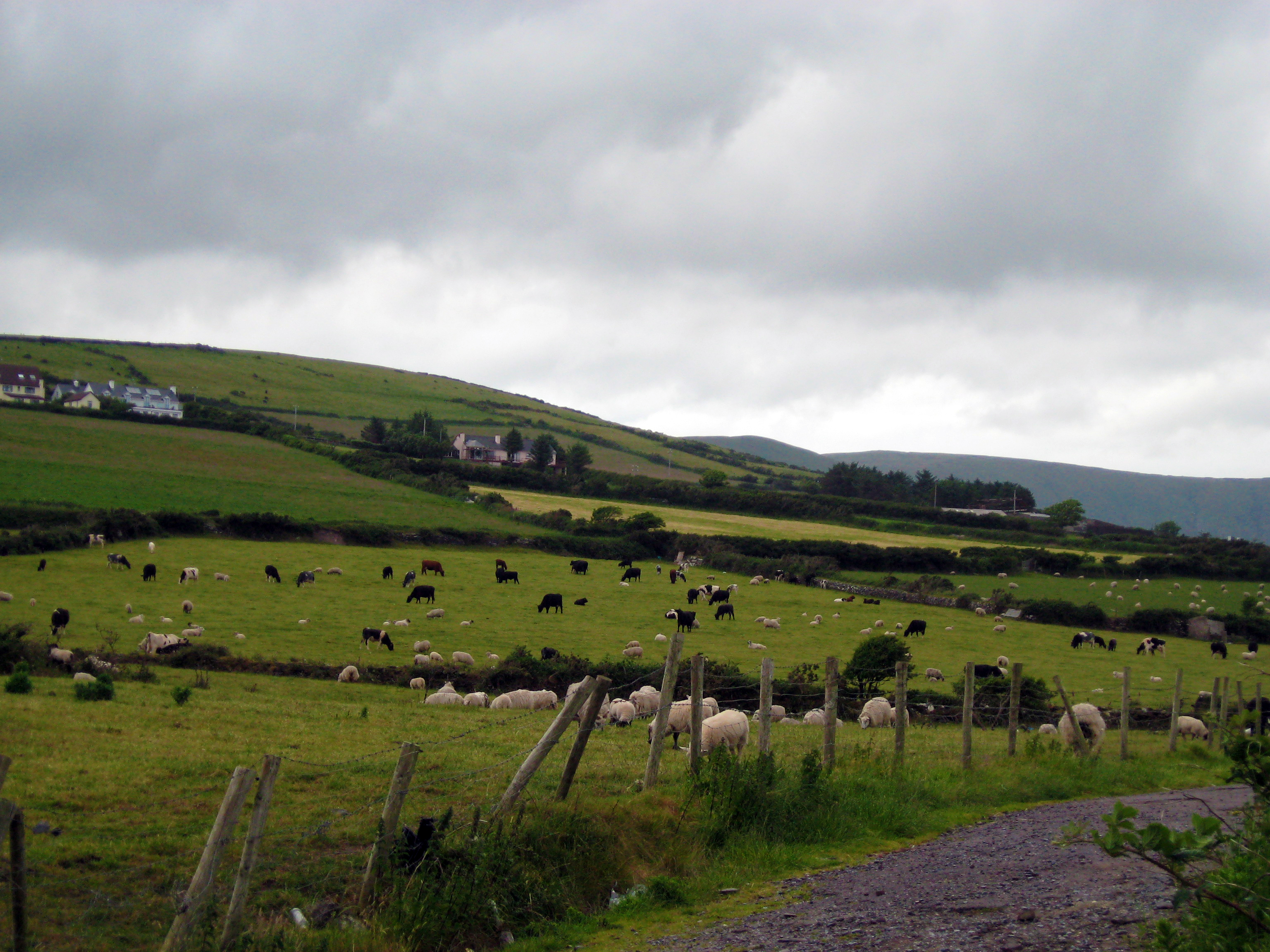